# Miliarens

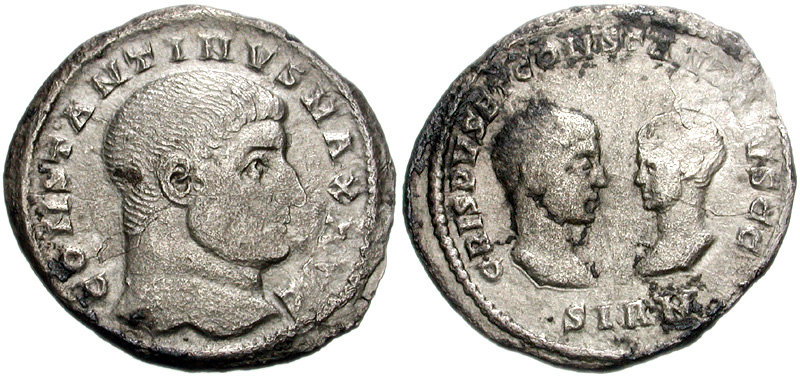
Miliarens Konstantyna Wielkiego z 320 r. (po lewej Konstantyn, po prawej Kryspus i Konstantyn II)

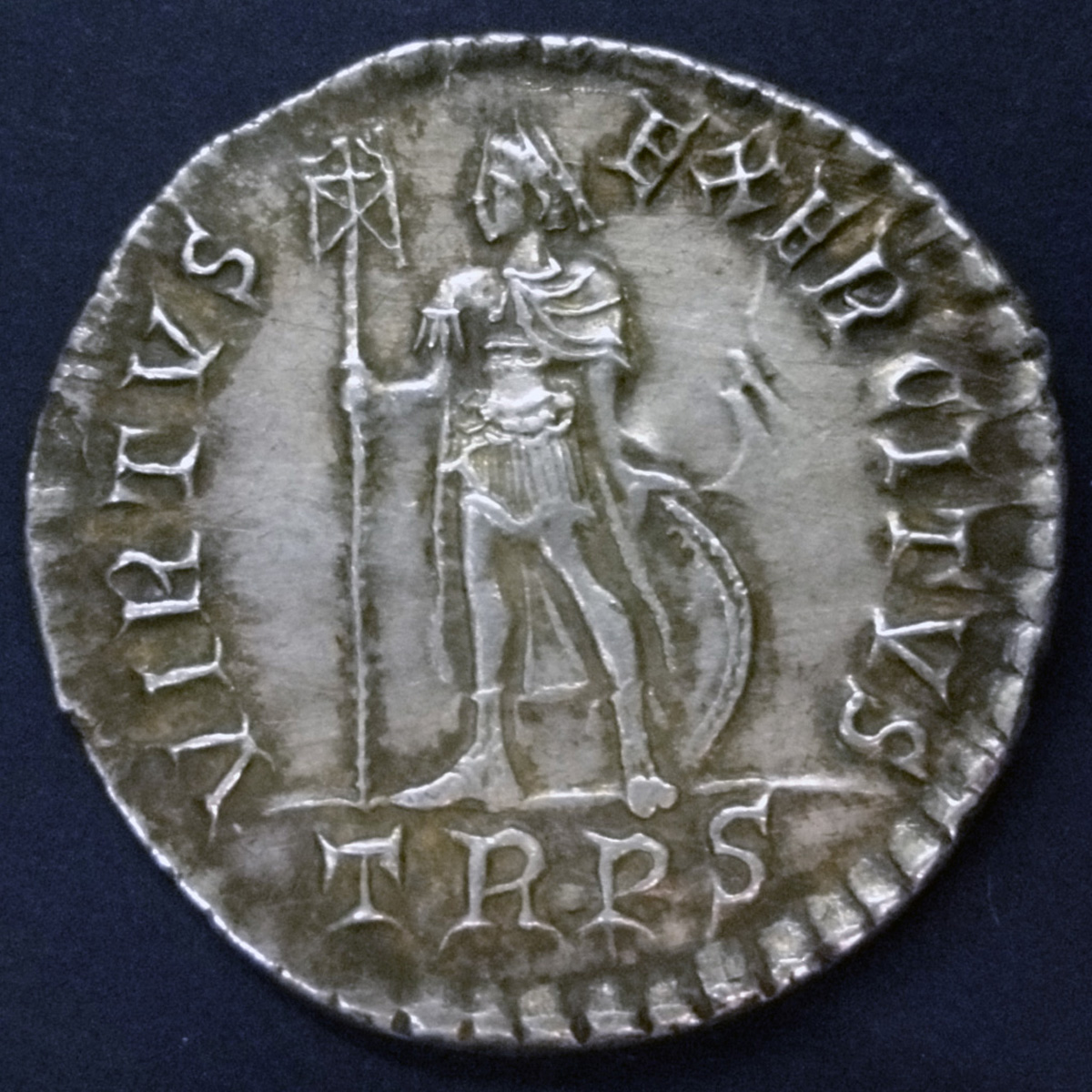
Miliarens Walentyniana II

Miliarens – srebrna moneta bita w cesarstwie rzymskim, wprowadzona przez Konstantyna Wielkiego. 
Waga monety wahała się od 2,5 do 6,0 gramów, natomiast jej średnica wynosiła ok. 23–24 mm.
Początkowo monetę bito według dwóch systemów:
- miliarens lekki 1/72 libry (4,54 g)[1]
- miliarens ciężki 1/60 libry (5,45 g)[1].

Jednemu złotemu solidowi (również wprowadzonemu przez Konstantyna Wielkiego) odpowiadało 18 lekkich miliarensów lub 14 ciężkich.
Z czasem wagę monety stopniowo obniżono do 2,5–3 g. Zaprzestano jej bicia w 1092 roku.
Pochodzenie nazwy monety jest niejasne. Wysuwane są następujące przypuszczenia:
- miałaby być zapłatą żołdu dla milites (żołnierzy)[3],
- jej masa miałaby stanowić 1/1000 większej jednostki[3],
- miałaby się składać z 1000 mniejszych jednostek[3].